# Lijst van leden van de Kantonsraad van Zwitserland uit het kanton Luzern

Vlag van Luzern.

Dit artikel bevat een lijst van leden van de Kantonsraad van Zwitserland uit het kanton Luzern.
Luzern heeft zoals de meeste kantons twee vertegenwoordigers in de Kantonsraad.

## Lijst
| Naam                      | Partij/fractie            | Ambtsperiode        | Geboren | Overleden |
| ------------------------- | ------------------------- | ------------------- | ------- | --------- |
| Ludwig Plazid Meyer       | liberalen                 | 1848                | 1807    | 1871      |
| Jost Josef Nager          | liberalen                 | 1848–1849 1854–1857 | 1813    | 1892      |
| Josef Meyer               | liberalen                 | 1849                | 1811    | 1864      |
| Johann Baptist Sidler     | liberalen                 | 1850–1852           | 1790    | 1881      |
| Josef Schumacher          | liberalen                 | 1850–1853           | 1793    | 1860      |
| Anton Hunkeler            | liberalen                 | 1853–1855           | 1799    | 1879      |
| Renward Meyer             | liberalen                 | 1856–1867           | 1818    | 1895      |
| Johann Winkler            | liberalen                 | 1858–1859           | 1805    | 1863      |
| Jost Weber                | liberalen                 | 1860–1867           | 1823    | 1889      |
| Abraham Stocker           | liberalen                 | 1867–1870           | 1825    | 1887      |
| Josef Zingg               | liberalen                 | 1870–1871           | 1828    | 1891      |
| Josef Zemp                | katholieke conservatieven | 1871–1872           | 1834    | 1908      |
| Alois Kopp                | katholieke conservatieven | 1871–1879           | 1827    | 1891      |
| Adam Herzog               | katholieke conservatieven | 1872–1895           | 1829    | 1895      |
| Vinzenz Fischer           | katholieke conservatieven | 1879–1885 1886–1889 | 1816    | 1896      |
| Jules Schnyder            | katholieke conservatieven | 1885–1886           | 1830    | 1913      |
| Jakob Schmid              | katholieke conservatieven | 1889–1897           | 1840    | 1908      |
| Edmund von Schumacher     | katholieke conservatieven | 1895–1908           | 1859    | 1908      |
| Josef Winiger             | KVP/PCP                   | 1897–1929           | 1855    | 1929      |
| Josef Dürig               | KVP/PCP                   | 1908–1920           | 1860    | 1920      |
| Jakob Sigrist             | KVP/PCP                   | 1920–1935           | 1869    | 1935      |
| Albert Zust               | KVP/PCP                   | 1929–1943           | 1874    | 1952      |
| Gotthard Egli             | KVP/PCP                   | 1935–1955           | 1884    | 1979      |
| Franz Karl Zust           | KVP/PCP                   | 1943–1955           | 1895    | 1980      |
| Peter Müller              | KVP/PCP                   | 1955–1965           | 1910    | 1965      |
| Christian Clavadetscher   | FDP/PRD                   | 1955–1971           | 1897    | 1980      |
| Franz Xaver Leu           | CVP/PDC                   | 1966–1975           | 1904    | 1984      |
| Peter Knüsel              | FDP/PRD                   | 1971–1987           | 1923    | 2018      |
| Alphons Egli              | CVP/PDC                   | 1975–1982           | 1924    | 2016      |
| Josi Meier                | CVP/PDC                   | 1983–1995           | 1926    | 2006      |
| Kaspar Villiger           | FDP/PRD                   | 1987–1989           | 1941    |           |
| Robert Bühler             | FDP/PRD                   | 1989–1995           | 1928    |           |
| Franz Wicki               | CVP/PDC                   | 1995–2007           | 1939    |           |
| Helen Leumann             | FDP/PLR                   | 1995–2011           | 1943    | 2014      |
| Konrad Graber             | CVP/PDC                   | 2007–2019           | 1958    |           |
| Georges Theiler           | FDP/PLR                   | 2011–2015           | 1949    |           |
| Damian Müller             | FDP/PLR                   | 2015–               | 1984    |           |
| Andrea Gmür-Schönenberger | CVP/PDC                   | 2019–               | 1964    |           |

Afkortingen
- CVP/PDC: Christendemocratische Volkspartij
- FDP/PLR: Vrijzinnig-Democratische Partij.De Liberalen
- FDP/PRD: Vrijzinnig-Democratische Partij, voorloper van de FDP/PLR
- KVP/PCP: Katholieke Volkspartij van Zwitserland, voorloper van de CVP/PDC

Bondsraad
Lijst van leden van de Zwitserse Bondsraad · 
Lijst van bondspresidenten van Zwitserland
Nationale Raad
Aargau · 
Appenzell Ausserrhoden · 
Appenzell Innerrhoden · 
Basel-Landschaft · 
Basel-Stadt · 
Bern · 
Fribourg · 
Genève · 
Glarus · 
Graubünden · 
Jura

Luzern · 
Neuchâtel · 
Nidwalden · 
Obwalden · 
Sankt Gallen · 
Schaffhausen · 
Schwyz · 
Solothurn · 
Thurgau · 
Ticino · 
Uri · 
Vaud · 
Wallis · 
Zug · 
Zürich
1983-1987 · 
1987-1991 · 
1991-1995 · 
1995-1999 · 
1999-2003 · 
2003-2007 · 
2007-2011 · 
2011-2015 · 
2015-2019 · 
2019-2023 · 
2023-2027
Voorzitters
Kantonsraad
Aargau · 
Appenzell Ausserrhoden · 
Appenzell Innerrhoden · 
Basel-Landschaft · 
Basel-Stadt · 
Bern · 
Fribourg · 
Genève · 
Glarus · 
Graubünden · 
Jura

Luzern · 
Neuchâtel · 
Nidwalden · 
Obwalden · 
Sankt Gallen · 
Schaffhausen · 
Schwyz · 
Solothurn · 
Thurgau · 
Ticino · 
Uri · 
Vaud · 
Wallis · 
Zug · 
Zürich
1983-1987 · 
1987-1991 · 
1991-1995 · 
1995-1999 · 
1999-2003 · 
2003-2007 · 
2007-2011 · 
2011-2015 · 
2015-2019 · 
2019-2023 · 
2023-2027
Voorzitters